# Correbia agnonides
Correbia agnonides är en fjärilsart som beskrevs av Druce 1884. Correbia agnonides ingår i släktet Correbia och familjen björnspinnare. Inga underarter finns listade i Catalogue of Life.